# Ӻ
Ӻ (minuskule ӻ) je písmeno cyrilice. Jedná se o variantu písmena Г. Je používáno pouze v nivchštině.